# Somatogyrus integra
Somatogyrus integra är en snäckart som först beskrevs av Thomas Say 1829.  Somatogyrus integra ingår i släktet Somatogyrus och familjen tusensnäckor. Inga underarter finns listade i Catalogue of Life.